# تمرد الماويين في تركيا
التمرد الماوي في تركيا، المعروف أيضًا باسم حرب الشعب في تركيا (بالتركية: Halk savaşı)، هو تمرد منخفض المستوى في شرق تركيا بين الحكومة التركية والمتمردين الماويين، بدأ في أوائل السبعينيات. انخفض التمرد في أواخر الثمانينيات والتسعينيات من القرن الماضي وتم تهميشه بسبب الصراع التركي الكردي أكبر مستمر من عام 1978 حتى الآن. تواصل الجماعات المتمردة الماوية شن هجمات مسلحة منخفضة المستوى، وأهمها جيش تحرير العمال والفلاحين في تركيا (الجناح العسكري للحزب الشيوعي التركي / الماركسي اللينيني) وجيش التحرير الشعبي والقوى الحزبية الشعبية، وكلاهما جناحان مسلحان للحزب الشيوعي الماوي.

## التاريخ
في 24 أبريل 1972، تم تشكيل الحزب الشيوعي التركي / الماركسي اللينيني، (الذي يشار إليه أحيانًا بشكل غير صحيح باسم بارتيزان بعد اسم أحد منشوراته) من قبل مجموعة متطرفة بقيادة إبراهيم كايباكايا، وقد هدف إلى شن حرب شعبية. ومع ذلك، تم القبض على كايباكايا وتعذيبه وقتله بعد عام واحد. وفي عام 1978، عقد الحزب أول مؤتمر له، حيث أكد خطته لحرب العصابات، مع إحراز تقدم ضئيل في هذا الاتجاه. تورط الحزب الشيوعي التركي / الماركسي اللينيني في أعمال العنف السياسي بين مجموعات اليسار واليمين في السبعينيات.
نفذ الجناح العسكري للحزب الشيوعي التركي / الماركسي اللينيني وهو جيش تحرير العمال والفلاحين في تركيا، عمليات قتالية وحرب عصابات في أواخر السبعينيات وطوال الثمانينيات، خاصة في محافظة تونجلي، التي رأى سكانها حرب العصابات الماوية على أنها انتقام لقمع تمرد درسيم عام 1938. بلغ جيش تحرير العمال والفلاحين في تركيا ذروته خلال هذه الفترة، حيث شن حرب العصابات في المناطق الجبلية من مناطق درسيم والبحر الأسود.
في أواخر الثمانينيات، عانى الحزب الشيوعي التركي / الماركسي اللينيني سلسلة من الانقسامات في أعقاب المؤتمر الثاني للحزب. في عام 1993، حاول الحزب الشيوعي التركي / الماركسي اللينيني إعادة التوحيد مع الحزب الشيوعي الماوي (تركيا) دون جدوى.
في 17 مايو 1985، بث الحزب الشيوعي التركي / الماركسي اللينيني رسالة دعائية لملايين مشاهدي التلفزيون في إسطنبول، لتحل محل الموسيقى التصويرية للأخبار المسائية.

### 2000s
في عام 2000، شنت قوات الأمن التركية عمليات ضد متمردي جيش تحرير العمال والفلاحين في تركيا في مقاطعتي توقاد وسيواس. لقد اكتشفوا 12 مخبأً، وعثروا على 9 بنادق آلية، وأربع قاذفات صواريخ، وقنابل يدوية، ومتفجرات، بالإضافة إلى 10 أطنان من الطعام والأدوية.
في 11 ديسمبر 2000، أطلق متمردو جيش تحرير العمال والفلاحين في تركيا النار على فرقة خاصة للشرطة، مما أسفر عن مقتل اثنين وإصابة 12.
في عام 2001، ألقت الشرطة القبض على خمسة متمردين وصادرت أسلحة من بينها صاروخان مضادان للدبابات من طراز 9K111 Fagot.
في مارس 2009، كان تامر بيليسي، وهو طبيب في الخدمة خلال إضراب عن الطعام وقع عام 2000 في سجن كانديرا وهو سجن من النوع F، «أمام منزله يعاقب بالإعدام» من قبل الحزب الشيوعي الماوي لكونه عدو الشعب لأنه تم إلقاء اللوم عليه في وفيات النزلاؤ وتعرض آخرين لإعاقات دائمة. في سبتمبر 2009، أعلن الحزب الشيوعي الماوي مسؤوليته عن مقتل عقيد متقاعد، أيتكين إجميز.

### 2010s

#### 2010–2014
في 29 يونيو 2010، قتل اثنان من رجال حرب العصابات من جيش تحرير العمال والفلاحين في تركيا في جبال تونجلي على يد قوات الدولة التركية.
في 2 فبراير 2011، مات خمسة من مقاتلي جيش تحرير العمال والفلاحين في تركيا في تونجلي نتيجة انهيار جليدي.
في 15 نوفمبر 2012، تم أسر 24 من رجال حرب العصابات من جيش التحرير الشعبي عقب محاصرتهم في تونجلي.
في 26 يوليو 2013، تم قصف مبنى التحكم لمنظم محطة توليد الطاقة الكهرومائية في ريف تونجلي من قبل مقاتلي جيش تحرير العمال والفلاحين في تركيا.
في 14 مارس 2014، هاجم مقاتلو جيش تحرير العمال والفلاحين في تركيا مركزًا للشرطة في تونجلي. أعلن الحزب الشيوعي التركي / الماركسي اللينيني أن الهجوم كان انتقاما لمقتل بيركين إيلفان.
في 8 يوليو 2014، أوقف مقاتلو جيش تحرير العمال والفلاحين في تركيا شاحنة تقل خمسة عمال إلى محطة قاعدة في Altınyüzük وأضرموا النار في السيارة.
في 15 أغسطس 2014، هاجم مقاتلو جيش تحرير العمال والفلاحين في تركيا محطة الدرك في Ovacik، ولم يتم الإبلاغ عن أي وفيات.

#### 2015-2018
في يونيو 2015، قتل الحزب الشيوعي الماوي العقيد السابق فهمي ألتينبيليك.
في 22 يوليو، هاجم مقاتلو جيش تحرير العمال والفلاحين في تركيا محطة الدرك في هوزات. لم ترد انباء عن وقوع اصابات.
في 10 أكتوبر، هاجم مقاتلو حزب العمال الكردستاني والحزب الشيوعي التركي / الماركسي اللينيني وجيش تحرير العمال والفلاحين في تركيا القاعدة العسكرية Geyiksuyu في مقاطعة تونجلي.
في 15 أكتوبر، هاجم مسلحو جيش تحرير العمال والفلاحين في تركيا القاعدة العسكرية من Amukta، في محافظة خوزات.
في 21 أكتوبر، قتل ثلاثة من مسلحي جيش تحرير العمال والفلاحين في تركيا في اشتباك مع القوات المسلحة التركية في أواجق.
حضر جنازة المسلحين مئات الأشخاص الذين رددوا الأغاني والشعارات الثورية.
في 9 مايو 2016، قُتل اثنين من مسلحي جيش تحرير العمال والفلاحين في تركيا في Geyiksuyu خلال اشتباك مع جنود القوات المسلحة التركية.
خلال الفترة من 24 إلى 28 نوفمبر، قُتل اثنا عشر مسلحًا من الحزب الشيوعي التركي / الماركسي اللينيني وجيش تحرير العمال والفلاحين في تركيا خلال عملية للجيش في منطقة Aliboğazı في محافظة درسيم.
في 10 فبراير 2017، أضرم مقاتلو جيش تحرير العمال والفلاحين في تركيا النار في المقر الرئيسي لحزب العدالة والتنمية في منطقة بنديك بإسطنبول.
في 18 يونيو، هاجم مقاتلو الحزب الشيوعي الماوي القاعدة العسكرية في Kuşluca في تونجلي، وادعت صحيفة يوميات الناس (بالتركية: Halkin Günlüğü) أن الهجوم أسفر عن مقتل جنديين وإصابة واحد.
في 1 أغسطس، قُتل ثلاثة من مقاتلي الحزب الشيوعي الماوي في اشتباك مع القوات المسلحة التركية في أواجق.
في 18 أغسطس، قتل اثنان من رجال حرب العصابات من الحزب الشيوعي الماوي عندما حاصرتهم القوات المسلحة في هوزات.
في 26 سبتمبر، قتل اثنان من مقاتلي الحزب الشيوعي الماوي على يد جنود من القوات المسلحة التركية في أواجق.
في 16 نوفمبر، قُتل أربعة من رجال حرب العصابات من الحزب الشيوعي الماوي في اشتباكات مع القوات المسلحة التركية.
في 24 أبريل 2018، قُتلت مسلحتين من جيش تحرير العمال والفلاحين في تركيا وأسرت أخرى على يد جنود من القوات المسلحة التركية في تونجلي.
في 5/6 أغسطس، قُتل ستة من مقاتلي جيش تحرير العمال والفلاحين في تركيا على يد الجيش التركي في تونجلي.

## في الثقافة
- تشير بعض أغاني الفرق الموسيقية مثل Grup Munzur وفرقة يوروم إلى التمرد في ديرسم.
- Dersim'de Doğan Güneş

## روابط خارجية
- تركيا الجديدة - بوابة الأخبار الثورية نسخة محفوظة 11 سبتمبر 2017 على موقع واي باك مشين.
- الفكر المحظور - تركيا
- Özgür Gelecek - بوابة إخبارية متعلقة بالحزب الشيوعي التركي / الماركسي اللينيني
- Kaypakkaya partizan
- Halkin Gunlugu - بوابة إخبارية متعلقة بالحزب الشيوعي الماوي
- قائمة عصابات الماويين الذين قتلوا في تركيا
- فيديوهات حرب الشعب في تركيا